# Thomas Warner
Thomas Seymour Marius Warner, född 5 november 1903 i Chelsea, London, död 26 december 1965 i Bridgwater, Somerset, var en brittisk bobåkare. Han deltog vid olympiska vinterspelen 1928 i Sankt Moritz och placerade sig på tionde plats.